# Cacique Aramare
José Aramare, meglio conosciuto come Cacique Aramare (Amazonas, 1831 – Amazonas, aprile 1896) è stato un militare venezuelano, cacique del popolo Maquiritare o Ye'kuana e Colonnello dello Stato Maggiore dell'Esercito del Venezuela.

## Biografia
Aramare ha ottenuto il titolo di Colonnello dello Stato Maggiore dell'Esercito del Venezuela dal Presidente Joaquín Crespo.
Come tale ed essendo cacique, fu rispettato da indigeni e bianchi avendo sotto controllo il Cantón Río Negro.
Aramare, come soldato e leader carismatico si presentò a San Fernando de Atabapo dal generale Abelardo Gorrochotegui, suo amico e governatore del territorio, con duecento uomini armati di tutto punto con armi moderne, per mettersi al suo servizio.
Nel 1896 Aramare è stato contattato dall'antropologo francese Jean Chaffanjon e dal pittore Auguste Morisot perché li accompagnasse in cerca delle sorgenti dell'Orinoco per una spedizione ufficiale sotto la presidenza di Crespo.
La spedizione di Chaffanjon, in realtà non è mai arrivata alle vere e proprie fonti, scoperte poi ufficialmente nel 1951 da Franz Rísquez Iribarren, fermandosi ad 80 Km da essa perché, nonostante Ararmare probabilmente conoscesse il luogo, egli vedeva Chaffanjon e la conseguente "civilizzazione" come una sfida alla propria autorità sul territorio maquiritare che controllava appieno.
Si documenta inoltre un incontro con un altro antropologo, Theodor Koch-Grünberg, sul fiume Ventuari, dove pare Aramare abitasse su una casa galleggiante ed avesse con sé una flotta di imbarcazioni indigene.
Aramare era spesso accompagnato dal genero Antonio Yarakuna (o Yaracune) che gli succedette come cacique, ma che non ebbe la sua stessa popolarità, tanto che fu definito "degenerato" dall'ingegnere e geografo Alfredo Jahn Hartman nella conferenza "Una Importante Contribución a la Hidrografía de la Guayana Esequiba" (1931, Universidad Central De Venezuela, Caracas).
Numerose opere sono state scritte sul Cacique Aramare, tra cui la più importante da Gorrochotegui, "Aramare: Poema Indiano" (1895).